# Monnaies traditionnelles des îles Yap
Les monnaies traditionnelles des îles Yap sont un ensemble de monnaies qui sont utilisées ou ont été utilisées sur les îles Yap, dans l'État de Yap dans les États fédérés de Micronésie. Ces monnaies sont fabriquées à partir de ou faites de coquillages (Gau, Ma, Yar), de pierre (Rai ou monnaie de pierre), de matières végétales ou d'origines végétales (Auu, Gagin, Mbul, Reng).

## LeMa
Le Ma prend la forme la forme d'un mortier et d'un pilon pour écraser des noix d'arec. Le poids du pilon le rend inapproprié à cet usage. Les pilons fonctionnels font quelques pouces de long, mais celui du Ma, trapu, est long de 25 à 50 cm, avec une extrémité émoussée. Il était fabriqué dans une coquille de mollusque du genre Tridacna comme il s'en pêchait, au début du XXe siècle, aux Palaos. Son extrémité affinée s'intègre à un mortier en bois léger d'un diamètre supérieur à 30 cm qui ne résisterait pas à l'écrasement. Cette monnaie n'est presque jamais mise en circulation. Chargée symboliquement, elle n'est échangée que dans le cadre de distributions monétaires lors de funérailles. Le Ma peut être figuré sur les poteaux porteurs ou des planches de bois des maisons communautaires. Au début du XXe siècle, les villages des deux plus hauts rangs s'en réservent l'utilisation et les chefs des villages inférieurs ne peuvent recevoir une telle pièce qu'une seule fois comme preuve d'un honneur spécial. En 1909-1910, l'ethnologue allemand Wilhelm Muller s'en procure deux exemplaires pour 20 et 30 marks,,.

## LeGau
Le Gau est une monnaie de coquillage utilisant des disques de coquille de spondylus rougeâtre d'environ 3 mm d'épaisseur pour 1 cm de diamètre et enfilées sur des chaînes d'environ 1,5 m de long. Le naturaliste d'origine polonaise Johann Kubary rapporte en 1889 que des disques similaires ont été trouvés dans d'anciennes tombes de l'île de Pohnpei. Il pense qu'ils étaient auparavant un moyen d'échange au sein des îles Carolines et des îles Mariannes. Les cordes sont entrecoupées de pendentifs de dents de cachalot. Au milieu des années 1960, il existe encore sur les îles Yap quelques chaînes de plusieurs mètres de long avec des disques à la teinte gris violacé. Elles appartiennent exclusivement à des propriétaires de terres de haut rang et sont appelées "Anagumang", d'après le navigateur légendaire qui a découvert les grottes calcaires des Palaos d'où est extraite la monnaie de pierre. Une légende yapaise mentionne rapidement que celui-ci en aurait rapporté d'une île du sud des Palaos nommée Ganat,. Un autre récit rapporte la façon dont Anagumang, par l'utilisation de la magie, a volé les ornements précieux des femmes de l'île dont le Gau. Au moment de la domination allemande, ces cordes de coquillage étaient cachées, probablement par crainte d'être confisquées par le gouvernement comme forme de punition.

## LeYar
Le Yar est une monnaie de coquillage utilisant des coquilles de Pinctada margaritifera. De petits exemplaires sont obtenus par la pêche autour des îles Yap mais ils ont très peu de valeur. Six à dix coquilles sont enfilées sur un cordon de type sennit, mais pour les transactions importantes, de longues cordes d'environ deux cents coquilles, portées par plusieurs hommes, sont utilisées. Les coquilles les plus recherchés sont importés des Philippines ou des Palaos. « Les premières présentent une teinte jaunâtre sur les bords, tandis que les secondes, bien qu'un peu plus petites, sont considérées comme plus précieuses. Elles sont bleu foncé à chaque extrémité. Ces coquilles, qui sont utilisées séparément, sont rectifiées sur les côtés, mais le bord supérieur doit rester intacte. Elles sont perforées au niveau de la charnière et munies d'une poignée de cordons très tressés. Un bon Yar importé a une valeur égale à 50 coquilles locales ou plus ».

## LeTsruo
Le Tsruo, littéralement «ornement de cou», est une monnaie ou un moyen de troc sous la forme de perles de verre colorées. Elle ne se rencontre, dans la région de Micronésie, que dans les Palaos et sur les îles Yap, mais un troc de perles a existé en Indonésie et en Nouvelle-Guinée. À la fin du XIXe siècle, le polonais Kubary pense que la monnaie de perles est le moyen de paiement d'origine des îles Yap. Au début du XXe siècle, des Yapais le pensent également mais Wilhelm Muller ne juge pas valable cette opinion faute d'arguments. Lors de son passage sur les Îles Yap en 1909-1910, Wilhelm Muller rapporte que des perles ont été retrouvées dans le sol. Il a également vu un homme porter des perles en verre rouge, jaune et vert à son lobe d'oreille. Un « pseudo-chef » de Rull en détiendrait quant à lui tout un stock qui lui a parfois servi lors d'échanges commerciaux avec les paluans qui valorisent alors pleinement cet argent. Ces perles en verre ont été observées intégrées à un collier de coquilles de noix de coco et de disques de spondylus dans les années 1880, à un couperet à noix d'arec ramené à Hambourg en 1910.

## LeRaiou monnaie de pierre

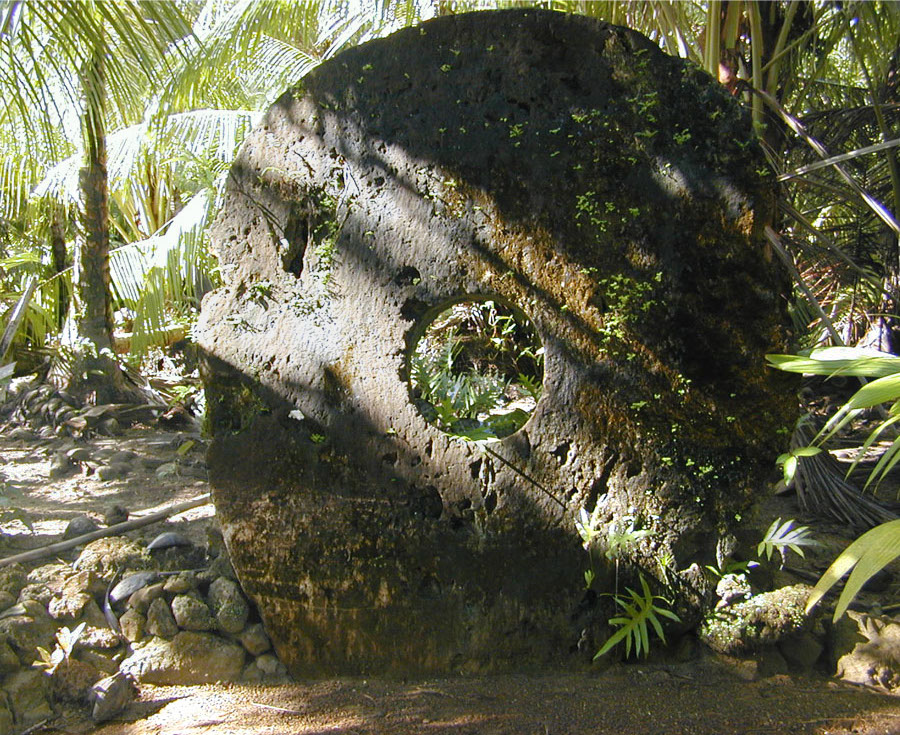
Une grande monnaie de pierre dans le village de Gachpar dans les îles Yap.

La monnaie de pierre, en yap rai, est une monnaie propre aux îles Yap dans les États fédérés de Micronésie prenant la forme d'une pierre ronde et plate, taillée dans de la calcite, de 4 à 350 cm de diamètre, avec généralement un trou en son centre. Extraite dans des carrières aux Palaos, elle est transportée en bateau ou sur radeau sur plusieurs centaines de kilomètres jusqu'aux îles Yap. Anagumang, personnage légendaire est, dans les récits yapais, à l'origine de la monnaie de pierre et de sa forme rappelant la pleine lune.
La date d'apparition du rai est inconnue. Elle remonte au début du XVIIIe siècle au moins, quelques documents du XVIIIe siècle ou du début du XIXe siècle mentionnent, en effet, à travers le brouillage des incompréhensions et confusions, des monnaies de pierre,. Un témoignage de 1843 rapporte également que les monnaies de pierre sont déjà connues et prisées en raison de leur rareté,. Dans le dernier tiers du XIXe siècle, la production augmente considérablement grâce à la présence du commerçant américain David O'Keefe qui, moyennant la fourniture d'outils en fer et le transport des pierres sur son bateau, reçoit à bon prix coprah et holoturies. La Première Guerre mondiale met fin à l'extraction à grande échelle. La taille de monnaie de pierre serait encore pratiquée épisodiquement au début du XXI pour entretenir les savoir-faire.
Le rai est le principal moyen d'échange traditionnel et n'est utilisable que dans le cadre de transactions traditionnelles. Sa valeur résulte de son histoire depuis la carrière jusqu'au dernier échange effectué. Aux considérations esthétiques ou de dimensions s'ajoutent surtout un capital symbolique et culturel associé aux valeurs de souffrance et de difficulté — celles de l'extraction et du transport qui peuvent occasionner blessures et décès —, à celui des noms — le nom de chaque pierre, le nom de ceux qui les ont possédé, le nom des terres dont les chefs qui régissent les échanges de monnaies tirent leur légitimité — et enfin aux échanges,.
Nombre de monnaies de pierre sont établies en bordure de terrains appelés malal, centres de pouvoirs destinés à la pratique de la danse, aux échanges de cadeaux entre les villages et aux réunions de chefs de village.
La monnaie de pierre et les témoignages ethnographiques la concernant ont été largement utilisés par les économistes pour l'identifier comme un exemple de monnaie fiduciaire sans actif (fiat money) et la considérer comme un analogue de l'étalon-or. Ce n'est qu'en 2005 que Dror Goldberg dénie l'existence de monnaies fiduciaires sans actif et rappelle que les monnaies de pierre ont une valeur pour elles-mêmes. Le système monétaire de la monnaie de pierre a également servi de fondement pour remettre en cause des certitudes établies sur le sujet de la monnaie. L'économiste Félix Martin interprète ainsi la monnaie de pierre comme une preuve démystifiant les théories selon lesquelles l'argent a évolué à partir de sociétés frustrées par les limites évidentes du troc. Il soutient que la monnaie de pierre permet de comprendre que l'argent n'est pas quelque chose de tangible basé sur des métaux précieux, mais une technologie sociale, un ensemble d'idées et de pratiques pour organiser la société. Pour les économistes Ian Harris et Michael Mainelli, la monnaie de pierre incite à réfléchir sur la valeur du travail et selon Noam Yuran, le rapprochement entre monnaie de pierre et étalon-or réalisé par Milton Friedman permet de comprendre que l'histoire de la monnaie est un objet historique bien plus complexe que ce qui était auparavant perçu, que le système monétaire fiduciaire contient une dose de non savoir et une forme de matérialité héritière de son histoire. Récemment, la monnaie de pierre a été proposée comme un antécédent du Bitcoin,.